# Cazul de otrăvire Serghei și Iulia Skripal

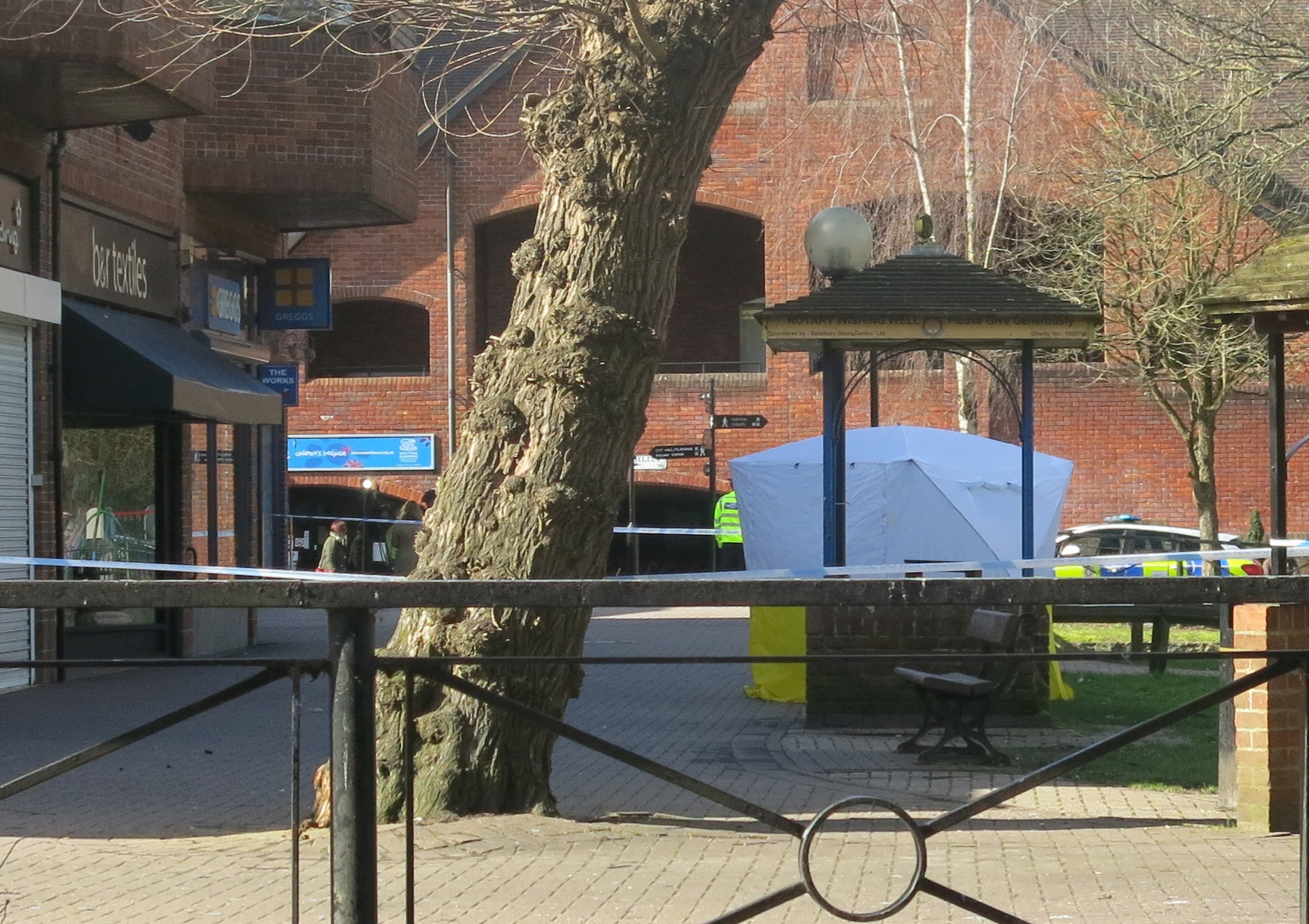
Banca pe care au fost găsiți fără cunoștință Serghei și Iulia Skripal, protejată de autorități sub un cort.

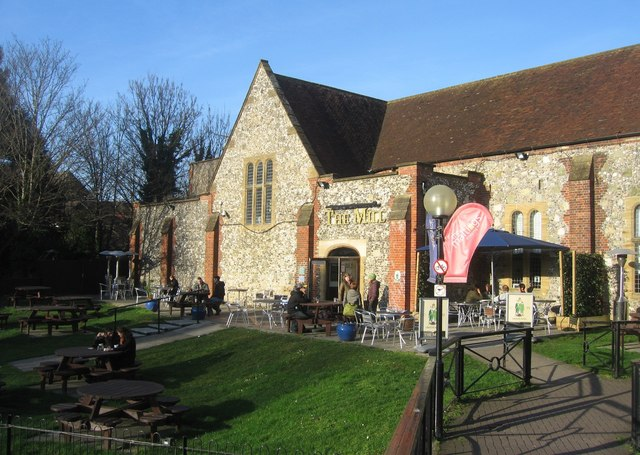
Localul The Mill din Salisbury, vizitat de Serghei Skripal în ziua când a fost otrăvit.

Serghei Skripal și fiica sa Iulia au fost otrăviți la data de 4 martie 2018, în Salisbury (Anglia). Agentul toxic utilizat a fost identificat atât de surse oficiale britanice cât și de Organizația pentru Interzicerea Armelor Chimice drept o neurotoxină din familia noviciok.

## Otrăviri și urmări politice
Serghei Viktorovici Skripal  este un fost colonel din Direcția Principală de Informații (GRU) a statului major al Forțelor Armate ale Federației Ruse. Începând din anii 1990 și până la arestarea sa în decembrie 2004 a acționat ca agent dublu pentru serviciul de informații externe Secret Intelligence Service (abreviat SIS, cunoscut și ca MI6) al guvernului Regatului Unit. A fost condamnat de un tribunal al Federației Ruse pentru înaltă trădare la 13 ani de detenție într-un lagăr de muncă. A fost eliberat în 2010 în cadrul unui schimb de spioni și s-a stabilit în Anglia; deține dublă cetățenie rusă și britanică. Fiica sa Iulia are cetățenie rusă și este domiciliată în Rusia; în momentul otrăvirii se afla în vizită la tatăl său.
Guvernul britanic a acuzat Rusia de tentativă de asasinat și a anunțat o serie de măsuri punitive, inclusiv expulzarea de diplomați ruși. Evaluarea oficială britanică a fost adoptată de alte 28 de țări, care au procedat în același mod, iar Rusia a ripostat prin expulzarea unui număr egal de diplomați; cu totul, au fost expulzați 342 de diplomați. Rusia a respins acuzațiile și a sugerat că Regatul Unit ar fi responsabil pentru otrăvire.
Prezentând cazul Skripal în Consiliul de Securitate al Națiunilor Unite, reprezentantul britanic a acuzat Rusia de „încălcare gravă a Convenției armelor chimice, prin omisiunea declarării programului noviciok. [...] Aceasta nu a fost o crimă obișnuită. A fost o utilizare ilegală a forței, o violare a Cartei Națiunilor Unite, baza ordinii legale internaționale.” În dezbaterea care a urmat, reprezentantul Rusiei a respins acuzațiile și a sugerat că însuși guvernul britanic ar fi organizat atacul, într-un efort de a discredita Rusia:: „Nu a fost întreprinsă nicio cercetare sau dezvoltare sub titlul noviciok. [...] Foarte probabil, originea acestui agent sunt țările care au făcut cercetări asupra acestor arme, inclusiv Marea Britanie.”
După trei săptămâni în condiție critică, Iulia și-a recăpătat cunoștința și a putut să vorbească; a fost externată la 12 aprilie. Serghei s-a aflat și el în condiție critică; și-a recăpătat cunoștința la o lună după atacul toxic și a fost externat la 18 mai.
Două cazuri de otrăvire similare au fost înregistrate la data de 30 iunie 2018, în Amesbury, la numai 11 km depărtare de Salisbury. Doi cetățeni britanici, Charlie Rowley și Dawn Sturgess, au fost spitalizați de urgență; poliția a stabilit că fuseseră otrăviți cu un agent toxic noviciok de același tip ca cel utilizat în cazul Skripal. Sturgess a decedat la 8 iulie, Rowley și-a recăpătat cunoștința cu două zile mai târziu.
La 5 septembrie 2018, Crown Prosecution Service a anunțat că doi cetățeni ruși au fost numiți ca suspecți și puși sub acuzare pentru otrăvirea lui Serghei și Iulia Skripal.
O ancheta publică britanică asupra morții lui Dawn Sturgess este programată în martie 2022.